# El rey de los gitanos
El rey de los gitanos est un film américain en langue espagnole réalisé par Frank R. Strayer et sorti en 1933.

## Synopsis
La princesse María Louisa, lassée de l'atmosphère étouffante et morose du palais, s'habille comme une paysanne et se rend à la foire du village avec sa servante Renée, où elle rencontre Karol, le roi des gitans. Le grand-duc Alejandro, son fiancé, plus intéressé par les affaires d'État que de cœur, la poursuit et la trouve en train d'embrasser Karol, qu'il menace alors de faire emprisonner. María Louisa perd sa broche et Alejandro insiste sur le fait que Karol l'a volée. Un homme trouve la broche et la rend à Alejandro ; cependant, il continue d'insister sur la culpabilité de Karol.

## Fiche technique
- Titre : El rey de los gitanos
- Réalisation : Frank R. Strayer
- Scénario : Paul Perez, Llewellyn Hughes, José López Rubio
- Producteur : John Stone
- Photographie : Robert Planck
- Production : Fox Film Corporation
- Genre : Comédie dramatique, Comédie musicale, romance[1]
- Distributeur : Fox Film Corporation
- Durée : 82 minutes
- Dates de sortie : 
  - Espagne : 23 mai 1933
  - États-Unis : 26 mai 1933

## Distribution
- José Mojica : Karol
- Rosita Moreno : Princess María Luisa
- Julio Villarreal : El Gran Duque Alejandro
- Romualdo Tirado : Remetz
- Ada Lozano : Renée
- Antonio Vidal : Primer ministro
- Martín Garralaga : Gregor
- Paco Moreno : Cabo

## Diffusion
Après sa sortie en Espagne et aux Etats-Unis en 1933, le film a été projeté à Mexico et à Montevideo en 1934, et à Lima au Pérou en 1935.